# 解放被占领的阿拉伯湾人民阵线
解放被占领的阿拉伯湾人民阵线（阿拉伯语：الجبهة الشعبية لتحرير الخليج العربي المحتل），简称阿湾人阵，后改名为解放阿曼和阿拉伯湾人民阵线（الجبهة الشعبية لتحرير عُمان والخليج العربي），是一个马克思主义和阿拉伯民族主义革命组织。该组织积极参加反对阿拉伯半岛的阿拉伯君主制的武装斗争，致力于推翻阿拉伯半岛的所有君主，最终引发了针对阿曼苏丹国的佐法尔叛乱。
阿湾人阵成立于1968年，是佐法尔解放阵线的继承者。该组织所采用的纲领带有明显的共产主义色彩。该组织的目的是建立一个“民主主义人民共和国”，并将英国势力驱逐出阿曼。阿湾人阵寻求制定宪法，废除戒严令，恢复出版和言论自由以及确保少数民族权利。在经济议题上，它计划国有化石油公司，发展工业并进行土地改革。该阵线呼吁更多的社会正义，并申明支持所有亚洲、非洲和拉丁美洲的解放运动，巴勒斯坦的斗争也得到提及。阿湾人阵建立了男女均能上的学校（直到1970年，阿曼才解禁女子教育），反对部落制，社会关系趋于发展，妇女在武装斗争中占有特殊地位。
阿湾人阵与南也门政府有着紧密联系，并在南也门设立了办事处。在南也门的支持下，阿湾人阵控制了佐法尔西部的大部分地区。1969年8月，阿湾人阵占领了拉赫尤特。
阿湾人阵的领导层承诺坚持走“斗争路线”，正如加萨尼在1978年6月9日纪念革命13周年的讲话中所说的那样：
我们承诺与海湾和阿拉伯半岛的阿曼人民并肩作战，反对帝国主义和伊朗扩张的野心
1974年，该组织分裂为解放阿曼人民阵线和解放巴林人民阵线。